# Naenia obscura
Naenia obscura là một loài bướm đêm trong họ Noctuidae.